# Baixo Gávea
Baixo Gávea é um filme de drama brasileiro de 1986 dirigido e escrito por Haroldo Marinho Barbosa. É estrelado por Lucélia Santos e Louise Cardoso e trata das inquietações de duas jovens cariocas que moram juntas e ensaiam uma peça de teatro sobre o poeta português Fernando Pessoa. O elenco secundário é composto por Carlos Gregório, Milton Dobbin, Lorena da Silva,Carlos Wilson, Dirce Migliaccio e José Wilker.
O filme foi apresentado no 19° Festival de Cinema de Brasília, em 1986, onde recebeu dois prêmios, incluindo o Troféu Candango de Melhor Atriz para Louise Cardoso e Melhor Ator para Carlos Gregório.

## Sinopse
Clara (Lucélia Santos) dirige os ensaios de uma peça teatral sobre Fernando Pessoa ao mesmo tempo que busca constantemente o homem correto e o amor da sua vida. Uma das atrizes é a homossexual Ana (Louise Cardoso), que interpreta o poeta Mário de Sá Carneiro. Ela é amiga e confidente de Clara com quem divide um apartamento. Clara não percebe o amor de Ana, apaixonada por ela, que sempre a ajuda a recuperar-se das decepções. Ao contrário do personagem Sá Carneiro, poeta do decadentismo, do saudosismo, do metafísico e do vago, Ana é o lado pragmático de Clara, que por muitas vezes traz uma visão desiludida como se fosse a do próprio Fernando Pessoa, que pode estar associada aos conceitos dos heterônimos do poeta.

## Elenco
- Lucélia Santos como Clara Maria
- Louise Cardoso como Ana / Mário de Sá Carneiro
- Carlos Gregório como Rui / Fernando Pessoa
- Milton Dobbin como Luiz
- Lorena da Silva como Lia
- José Wilker como Maluco da bomba
- Carlos Wilson como Trindade
- Wilson Grey como Wilson
- Roberto Jabor como namorado de Luiz
- Dirce Migliaccio como mãe de Clara
- Odilon Wagner como Analista
- Analu Prestes como esposa de Rui
- Paschoal Villaboim como Manolo
- Lyscia Braga como Lúcia "Lucinha"
- Tiana Tavares como moço na rua
- Vicente Barcellos como Hare Khrishna

## Lançamento
Em outubro de 1986, foi selecionado para ser apresentado no Festival de Cinema de Brasília, no Distrito Federal. Em seguida, passou pelo Rio Cine Festival, no Rio de Janeiro. A estreia comercial aconteceu em 22 de novembro de 1986. No ano seguinte, em 1987, foi selecionado para a mostra oficial do Festival de Cinema de Gramado, no Rio Grande do Sul.[carece de fontes?]

## Recepção

### Resposta da crítica
Baixo Gávea é considerado um marco no cinema nacional na década de 1980 por abordar o universo do teatro carioca, o qual o faz sem uso de muitos pudores. Escrevendo para o website A Escotilha, o crítico Valsui Júnior descreveu Baixo Gávea como um filme sobre teatro, sororidade e busca do amor: "O filme de Haroldo Barbosa bebe muito das influências das telenovelas globais, inclusive na própria trilha sonora e no figurino. É importante lembrar que o filme foi produzido ainda na era da Embrafilme e, mesmo tratando de temáticas ainda tabuizadas à época, como a homossexualidade feminina e o uso de drogas, ainda é de maneira bastante superficial e estigmatizada."

## Prêmios e indicações

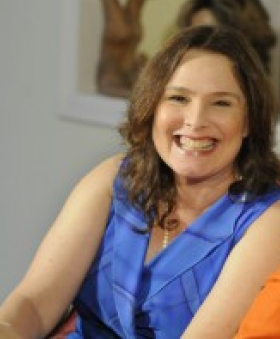
A atuação de Louise Cardoso foi premiada.

Baixo Gávea recebeu os prêmios de Melhor Atriz para Louise Cardoso e Melhor Ator para Carlos Gregório durante a mostra competitiva de longas-metragens brasileiros do 19° Festival Brasília do Cinema Brasileiro, ocorrido em 1986. No festival, também concorreu ao Troféu Candango de Melhor Longa-metragem, no entanto o filme A Cor do Seu Destino se saiu vitorioso. Durante o Rio Cine Fest de 1986 (atual Festival do Rio), o filme foi escolhido pelo júri oficial para uma menção honrosa. Ainda concorreu na mostra competitiva de longas-metragens brasileiros no Festival de Gramado, em 1987, mas perdeu para Anjos do Arrabalde.
| Ano  | Associações                    | Categoria               | Recipiente(s)   | Resultado | Ref.  |
| ---- | ------------------------------ | ----------------------- | --------------- | --------- | ----- |
| 1986 | Festival de Cinema de Brasília | Melhor Filme            | Baixo Gávea     | Indicado  | [ 2 ] |
| 1986 | Festival de Cinema de Brasília | Melhor Atriz            | Louise Cardoso  | Venceu    | [ 2 ] |
| 1986 | Festival de Cinema de Brasília | Melhor Ator             | Carlos Gregório | Venceu    | [ 2 ] |
| 1986 | Festival do Rio                | Prêmio Especial do Júri | Baixo Gávea     | Venceu    | [ 5 ] |
| 1987 | Festival de Cinema de Gramado  | Melhor Filme            | Baixo Gávea     | Indicado  |       |